# Чезаре Борджия
Чèзаре Бòрджия (на италиански: Cesare Borgia, Чезаре Борджа, на валенсиански: Cèsar Borja, на испански: César de Borja, на латински: Caesar Borgia), наречен Валентино (il Valentino; * 13 септември 1475, Субиако, Папска държава; † 12 март 1507, Виана, Кралство Навара), е ренесансов италиански кардинал (20 септември 1493 – 17 август 1498), политик, херцог на Валантиноа (17 август 1498 – 12 март 1507), на Романя (15 май 1501 – 1503) и на Урбино (20 юни 1502 – 18 октомври 1502), граф на Диоа, принц на Андрия и Венафро, господар на Имола, Форли, Бертиноро и др., гонфалониер на Църквата (1500 – 1503) и генерален капитан на Светата църква (1500 – 1503). Голяма част от своята известност дължи на Николо Макиавели, който често го споменава в творбата си „Владетелят“. Той е безскрупулен политик, решителен и готов на всичко за властта, както и една от най-противоречивите фигури на Италианския ренесанс.
Насочен е от ранна възраст за църковна кариера от баща си, който, междувременно става папа (Александър VI) и го провъзгласява за кардинал.
След смъртта на брат си Джовани, херцог на Гандия, Чезаре изоставя кардиналския пост. Първоначално се опитва да се ожени за дъщерята на краля на Неапол, за да продължи проарагонската политика на папата, но по-късно се жени за френската аристократка Шарлот д'Албре, получавайки титлата на херцог на Валантиноа. Благодарение на този брак Чезаре и баща му се съюзяват с френския крал Луи XII, който слага край на претенциите си към италианска територия.
Чезаре повежда френската армия да завладее Миланското херцогство и с подкрепата на папата започва повторното завоюване на териториите на Романя, побеждавайки различните местни господари, включително известната Катерина Сфорца, като по-късно получава титлата херцог на Романя от баща си. Впоследствие нахлува в Кралство Неапол, водейки френски войски. През 1502 г., след като бързо постига голяма политическа власт, Чезаре успява да се защити от заговора в Маджоне, като заблуждава предателите и кара да ги удушат в Сенигалия. Това отмъщение силно повлиява на общественото мнение, дотолкова, че Макиавели го спомена в произведението си „Владетелят“ – книга, написана под влиянието на фигурата му.
След смъртта на баща си Чезаре успява да издигне Франческо Тодескини Пиколомини на папския престол с името на папа Пий III, който обаче умира малко след това. По-късно е избран папа Юлий II, който отнема управлението на Романя от херцога и нарежда арестуването му и затварянето му в замъка Сант Анжело. След като бяга, Чезаре намира убежище в Неапол, където е арестуван и отведен в Испания, където след това е затворен по заповед на краля. След дръзко бягство той отива при своя девер Жан III д'Албре, крал на Навара. Умира след опит да обсади замъка на Виана.

## Произход
Чезаре Борджия е роден в крепостта на абатството на Субиако, в Агро Романо, като син на валенсианския кардинал Родерик Лансол де Борха (италианизирано на Родриго Борджа, бъдещ папа Александър VI) (* 1431, † 1503), племенник на папа Каликст III, и на неговата любовница Джована Катанеи, известен като Ваноца (* 1442, † 1518), от Мантуа. Има двама братя и една сестра:
- Джовани (* 1476 † 1497), херцог на Гандия, херцог на Сеса, съпруг на Мария Енрикес де Луна
- Лукреция (* 1480 † 1519), господарка на Непи, Сермонета и Басиано, и господарка на Пезаро и Градара като съпруга на Джовани Сфорца, херцогиня на Бишелие и княгиня на Салерно като съпруга на Алфонсо Арагонски и херцогиня на Ферара, Модена и Реджо като съпруга на Алфонсо I д’Есте
- Хофрè/Гофредо (* 1481 † 1517), княз на Скуилаче, съпруг на Санча Арагонска и на Мария Мила Арагонска и Вилархермоса

Има и един, двама или трима полубратя и две или три полусестри от извънбрачни връзки на баща си, и един полубрат от втория брак на майка си.
В онази епоха е често явление кардиналите и папите да имат незаконородени деца, но Александър VI е първият папа, който публично признава за своите. Независимо от това поради свян често децата му, вкл. Чезаре, са наричани „папски племенници“.
Един от чичовците на Чезаре, Алфонсо Борджия, е първоначално епископ на Валенсия, а от 1455 г. е избран за папа под името Каликст III.

## Биография

### Църковна кариера
Чезаре е подготвян за църковна кариера, като амбициозният му баща го предопределя за негов наследник в църковната йерархия. За да има достъп до църковните облаги, папа Сикст IV го признава за „роден син на кардинал епископ и омъжена жена“.
Баща му иска той да получи културно образование, подходящо за бъдещата му кариера в Църквата, така че след като получава хуманистично образование, през 1489 г. е изпратен да учи в университета в Перуджа, където остава две години. Впоследствие, през 1491 г., Чезаре се мести в Пиза, за да получи диплома по право в Палацо дела Сапиенца на Пизанския университет, където известният юрист Филип Деций преподава канонично право.
През годините на обучение той живее като велик принц. Има последователи, съставени главно от испанци. Представен е на Лоренцо де Медичи и е в близки отношения с някои членове на семейството му. Негов колега в Пизанския университет е Джовани де Медичи, син на Лоренцо и бъдещ папа с името Лъв X, негов съвременник, но по-напреднал в църковната кариера, тъй като вече е кардинал. Без Чезаре да е получил свещенически сан, папа Инокентий VIII го прави епископ на Памплона на 12 септември 1491 г., когато той е едва на петнадесет години.
В периода си на пребиваване в Пиза той получава новината, която е повратна точка в живота му: на 11 август 1492 г. баща му е избран за папа с името Александър VI. Също през 1492 г. той го назначава за архиепископ на Валенсия – архиепископия, която преди също е принадлежала на чичо му Калист III, с доход от 16 000 дуката годишно. Чезаре обаче никога не взема архиепископството, също поради почти незабавното му издигане в кардинал на 20 септември 1493 г., а през 1495 г. в генерал-губернатор и легат на Орвието.
Известно е обаче, че той поддържа своя църковен сан само заради доходите, които то му носи, като вместо това има княжески амбиции, както Андреа Бокачо, епископ на Модена, пише за него през март 1493 г., отбелязвайки, че „само малък кръг в косата му припомня, че е бил подстриган": освен това той го описва като младеж „със забележителен интелект и изискан характер [с маниери, достойни] за сина на могъщ човек, [с] ведро настроение и изпълнено с радост..., с голяма скромност и [с] отношение, което е много по-добро и предпочитано от това на неговия брат [Джовани], херцога на Гандия“.
По това време баща му възлага големи надеждите на неговия брат Джовани Борджия, който е издигнат за генерален капитан на Светата църква. Но Джовани е намерен убит в река Тибър в Рим през юни 1497 г. при мистериозни обстоятелства. В града се носят слухове за участието на Чезаре в убийството. След убийството на брат си Чезаре поисква и получава от папа Александър VI освобождаване от църковния живот, от който не е много привлечен, сваляйки кардиналския пурпур през 1498 г. (консистория от 17 септември) и посвещавайки сам на военна кариера на мястото на починалия си брат. На 17 август 1498 г. той става първият човек в историята, който подава оставка като кардинал. В същия ден френският крал Луи XII обявява Чезаре за Херцог на Валантиноа и това име, заедно с бившия му пост на епископ на Валенсия, става причина Чезаре да получи прякора си „Валентино“.

### В двора на крал Луи XII
На 1 октомври 1498 г. Чезаре заминава за Кралство Франция, за да се ожени за Шарлот Арагонска, дъщеря и предполагаема наследница на Федерико I Неаполски, който по това време е домакин на краля на Франция. Този брак му позволил да претендира за Неаполитанското кралство за себе си. Между самия Луи XII и папата е организиран тънък политически заговор, който, нетърпелив да предложи трон на сина си, договаря размяна на услуги със суверена: получаване на ръката на принцеса Шарлот за неговия син Чезаре заедно с възлагането на различни благороднически титли в замяна на анулиране на предишния брак на краля с Жана дьо Валоа, за да може той да се ожени за вдовицата на своя предшественик Шарл VIII – кралица Анна Бретанска, и съгласие да узакони претенциите на краля към Миланското херцогство.
За Александър VI не е трудно да получи одобрението на развода в консистория. Не само това: папата успява да отдаде допълнителна почит на краля, за да облагодетелства още повече сина си: той награждава с кардиналска шапка неговия министър Жорж I д'Амбоаз. Преговорите за Чезаре Борджия, който пристигна във Франция с голям шум, обаче не са лесни. Неговите златни украшения и подковани със сребро коне не впечатляват неаполитанската принцеса, която отказва да се омъжи за него и отхвърля всякакви преговори. Чезаре, изправен пред този отказ, не издава папската була, съдържаща анулирането на брака на краля.
Само след няколко месеца, през които Чезаре е държан в резиденцията на френския монарх, без да бъде принуден да отстъпи, но лишен от възможността да напусне, сложното споразумение е решено с компромис: Чезаре получава племенницата на краля Шарлот д'Албре, родом от Кралство Навара. Борджия, както е уговорено, връчва бракоразводния акт на Луи XII, който скоро получава създаването на църковен трибунал, който да прецени валидността на съюза му с Жана и на 17 декември 1498 г. в църквата „Сен Дени“ в Амбоаз е обявявена недействителността на брака им.
Бракът на Чезаре с Шарлот е отпразнуван на 12 май 1499 г. След това той получава титлата на херцог на Валантиноа. Оттук и прозвището му Херцог Валентино.

### Военна кариера
Военната кариера на Чезаре се дължи на покровителството на баща му – папа Александър VI и на брака му със сестрата на краля на Навара Жан III Наварски, Шарлот д'Албре.
През зимата на 1499 г. французите, съюзени с Венеция, идват в Италия, за да завладеят Миланското херцогство, а Лудовико Сфорца, предвид съюза между папата, Венеция и Франция, може само да бяга от Милано и да остави полето свободно за завоевателите. Подкрепен от лесния успех, маршрутът на френската армия (с Чезаре Борджия като лейтенант на краля) продължава отвъд река По и достига до Романя – територия по това време под светската власт на папството. Папа Александър VI, който е информиран за маневрите на войската, решава да се възползва от създалата се благоприятна ситуация и обявява Чезаре за владетел в Северна Италия. Папата изпраща писмо до господарите на Пезаро, Имола, Форли, Фаенца, Урбино и Камерино, в което ги обявява за лишени от техните феодални владения, като по този начин проправя пътя за завладяването на сина му и давайки му цяло княжество. Макар и на теория тези негови наместници да са подчинени директно на него, те от поколения са практически независими или зависими един от друг. От гледна точка на гражданите пък са жестоки и дребнави. Както може да се очаква, никой не се подчинява на заповедта на папата. Битката се разразява с пълна сила.
Първата експедиция до Романя се провежда на 21 ноември 1499 г. с армия, съставена от пехотинци и наемници от различни провинции и нации. Първата жертва на Чезаре е Катерина Сфорца, сестрата на първия съпруг на сестра му Лукреция Борджия, Джовани Сфорца, която владее Имола и Форли. Имола е превзета още на 11 декември. През януари херцог Валентино, след като обсажда Форли, побеждава Катерина, която се барикадира в крепостта в продължение на три седмици, командвайки 2000 мъже. Въпреки нейната енергия и войнствено отношение тя е взета в плен и Форли е обсаден от нашествениците, които се отдават на актове на насилие срещу населението. След като грабежът приключва, херцогът успява да се установи в града, приютен от благородника от Форли Луфо Нумай, бивш съветник на самата Катерина.
Чезаре се завръща в Рим, за да триумфира и да получи титлата на гонфалониер на Църквата от баща си: той е назначен за командир на папската армия (гонфалониер) начело на значителен брой италиански наемници, подкрепяни от 300 конници и 4000 души швейцарска пехота, изпратени от френския крал Луи XII.
През 1500 г., със създаването на дванадесет нови кардинали, Александър VI предоставя достатъчно пари на сина си, за да наеме за кондотиери Вителоцо Вители, Джан Паоло Бальони, Джулио и Паоло Орсини, и Оливиеро де Фермо, с които възобновява военната си кампания в Романя, която се оказва успешна. Чезаре, като наместник (лейтенант) на краля на Франция Луи XII, се впуска във втората експедиция в Романя – срещу Римини, Равена, Червия, Фаенца и Пезаро, официално упълномощен да се придвижи, защото папата се е отправил чрез була към господарите на тези градове обвинението, че е избягали от папската власт.
През 1500 г. Джовани Сфорца, първият съпруг на сестрата на Чезаре, Лукреция, е изгонен от Пезаро и градът му е превзет, а Пандолфо IV Малатеста губи Римини. На 2 август 1500 г. пада Чезена. След това е ред на Римини и Фаенца, където са свалени владетелите от родовете Малатеста и Манфреди.
През 1501 г. е подписан пакт за приятелство между Флоренция и Чезаре. Валентино, малко след това, обсажда и завладява Пьомбино, заемайки териториите на едноименното владение, като управляващият Якопо IV Апиано е принуден да поиска убежище в Генуа, в двора на дожа. На 21 февруари 1502 г. папа Александър VI посещава държавата с големи и много скъпи тържества в двора и по улиците на столицата, както и тържествена церемония в църквата „Сан Микеле“, днес Сант Антимо – катедралата на Пиомбино.
Малко след това французите и испанците, насърчени от папата, нахлуват в Наполитанското кралство. На 25 юни 1501 г. Александър VI отлъчва краля на Неапол и на 19 юли Чезаре, подкрепен от френската армия, обсажда Капуа, защитавана от Фабрицио Колона. Капуа след седем дни е превзета благодарение на предателство: месен гражданин, покварен от Чезаре, отваря вратите на град и след предварително установен сигнал френско-папската армия нахлува в града и започва клането на военния гарнизон и населението. Чезаре командва френските войски при обсадата и на Неапол, защитаван Просперо Колона. На 24 юни 1501 г. войските му ги атакуват и свалят арагонската власт в южната част на Италия.
През 1502 г. Чезаре вече гледа по-напред. Неговите цели са херцогствата Камерино и Урбино, прогонвайки родовете Да Варано и Да Монтефелтро.
Историците са единодушни в идентифицирането на периода на господство на Борджия като много важен политически опит в Романя: съдилищата успяват да възстановят реда. Викариите са отнели светската власт от папата, но са поставили населението в лоши условия на живот. Действието на Чезаре връща не само спокойствието и стабилността, но и справедливостта.
Херцог Валентино става много могъщ, недолюбван дори от някои от най-талантливите си военни. През октомври 1502 г. в замъка на Малтийските рицари в Маджоне близо до Тразименското езеро те скрояват заговор срещу него, с цел да избегнат, както казват те, „да бъдат погълнати от дракона един по един". Чезаре е победен в битката при Калмацо от лига капитани на наемници и е принуден да напусне Херцогство Урбино, което сега е дом на огнища на бунт.

### Заговор в Маджоне и убийства в Сенигалия
Чезаре Борджия, за да осигури придобиването на нови владения, често трябва да извършва заговори и жестоки престъпления срещу военни и политически врагове (като Орсини). Той прави всичко това без ни най-малко скрупули предвид факта, че разчита на подкрепата на баща си Александър VI и неговите приятели кардинали. Но се случва така, че в някои случаи, като този с участието на сем. Вители, самият той е целта, избрана от неговите противници.
Загрижен от нарастващата му амбиция Вителоцо Вители, негов спътник в много завоевания в Централна и Северна Италия, започва да се страхува за собствените си владения. Поради тази причина през октомври 1502 г. той отива в Замъка на малтийските рицари в Маджоне, където заедно с Джампаоло Бальони, Паоло Орсини, Антонио Джордано (за Пандолфо Петручи от Сиена), Оливеро да Фермо и херцога на Гравина Франческо Орсини заговорничи срещу Валентино. Болен от сифилис, Вителоцо с другите заговорници започва да действа: той влиза в Урбино и нарежда много от служителите на Чезаре Борджия да бъдат обесени там, а след това се бие с вражеските войски в битката при Калмацо, която печели и Уго ди Монкада е пленен.
Но след като Паоло Орсини постига споразумение с Борджия, Вителоцо и другите кондотиери също се подчиняват на молбата на Валентино за мир. В нощта на 31 декември 1502 г. Вителоцо Вители и Оливеро да Фермо са поканени от Чезаре на банкет в замъка в Сенигалия. Те пристигат без войските си и по време на пиршеството са удушени от Микелето Кореля. Вителоцо, преди да умре, поисква прошка за действията си от папа Александър VI. Николо Макиавели, флорентинският секретар, посвещава кратък трактат на този драматичен край: „Описание на начина, възприет от херцог Валентино при убийството на Вителоцо Вители, Оливерото да Фермо, синьор Паголо и херцога на Гравина Орсини“, написан през 1503 г. Епизодът е преразгледан от него също в глава VII от творбата „Владетелят“, написана през 1513 г.

### Падане от власт
Чезаре Борджия става безспорен владетел на Романя. През 1503 г. войските му са приютени от жителите на Монтелеоне д'Орвието за десет дълги дни, довеждайки този малък град до гладна смърт. Малко след това папата гони Джан Паоло Бальони (един от участниците в заговора при Маджоне) от Перуджа, след като заплашва гражданите с отлъчване от Църквата и с нападение от армията на Чезаре, ако не го прогонят.
От Перуджа пътят се отваря към Сиена, която е управлявана от Пандолфо Петручи, който оставя града в ръцете на Чезаре на 28 януари 1503 г. Междувременно папата се бие срещу сем. Орсини, като арестува различни членове на семейството и конфискува имуществото им. Синът му Гофредо атакува семейството навсякъде със своите войници, но те скоро се възстановяват и тръгват към Рим в опит да свалят папата със силата на оръжието. Папата моли Чезаре за помощ. Чезаре се завръща във Ватикана на 26 февруари 1503 г. и като войник на църквата обсажда Орсини в Чери, където, използвайки бойните машини на Леонардо да Винчи във военни действия, превзема крепостта за 38 дни.
Въпреки че е изключително способен генерал и държавник, Чезаре успява само за кратко да задържи могъществото си. Завладяването на Чери води до загуба на Сиена, която по заповед на краля на Франция се връща под управлението на Пандолфо Петручи. Чезаре има за цел да завладее отново Сиена и да превземе Пиза, но основната му подкрепа и отправна точка се провалят: на 18 август същата година баща му, папа Александър VI, умира на 73-годишна възраст. На 10 август 1503 г. заедно с баща си Чезаре присъства на пиршество в дома на Адриано де Кастело, току-що назначен за кардинал. Много от гостите се оплакват от силни болки по време на тържеството. Чезаре също е засегнат, но по-младият му и силен организъм му помага да се възстанови. Все още не е ясно дали смърттана папата се дължи на маларийни трески или на отравяне. Факт е обаче, че Чезаре, който също е болен, остава известно време неспособен да подготви контрамерките, които ситуацията би наложила.
След смъртта на баща си херцог Валентино изпада в криза. Преди да е обявена публично смъртта на папата, Чезаре изпраща своя довереник Микелето Кореля да прерови папската каса, за да се снабди със средства, необходими за планираното от него завладяване на Тоскана. Но след смъртта на баща си, лишен от неговата подкрепа, на него вече му е трудно да поддържа владенията си, както и да контролира 11-те испански кардинали. След краткия 27-дневен понтификат на Пий III, който е благосклонен към него, през октомври същата година кардинал Джулиано дела Ровере, член на дома, който е яростен враг на Борджиите, е избран за папа от последвалия конклав. Новият папа, който приема името Юлий II, е строг мъж със силна воля, който не е свикнал с дипломатическите маниери. Той отнема управлението на Романя от херцога и нарежда арестуването му и затварянето му в замъка Сант Анжело. Чезаре е заловен близо до Перуджа от Джан Паоло Бальони и е хвърлен в затвора. Всичките му земи са конфискувани в полза на Папската държава.

### Последни години и смърт
След като успява да избяга, за Чезаре е безполезно да се опитва да намери убежище в Неапол, за да организира оттам повторното завладяване на териториите си: през 1504 г. папата го изпраща в изгнание в Кралство Арагон, предавайки го на крал Фернандо II. Валентино е затворен първо в замъка Чинчила, а след това във форта Мота в Медина дел Кампо. Той успява да избяга през 1506 г. с дръзко бягство, където чупи няколко кости, защото се спуска от прозорец, разположен на около 20 м над морското равнище (но някой прерязва въжето и той пада в рова отдолу), като по този начин намира убежище в малкото Кралство Навара.
31-годишният Чезаре, сериозно болен от сифилис, умира в нощта на 12 март 1507 г. по време на обсадата на Виана: Луи дьо Бомон (граф на Лерин), господар на града, се е разбунтувал срещу краля на Навара Жан III д'Албре. Чезаре, негов девер, се намесва, за да му помогне, но попада в засада. Противниците, пренебрегвайки самоличността му, му свалят доспехите и дрехите му, оставяйки го полугол на земята. Съобщава се, че тялото е намерено на следващата сутрин, пробито с двадесет и три удара от пика.

След тържествени погребения тялото на Чезаре е поставено в голяма мраморна гробница, поръчана от наварския крал в църквата „Санта Мария“ във Виана, вдясно от главния олтар. На гроба му е написана следната епитафия от поета Сория, достигнала до нас, тъй като е включена в сборника Romancero español, излязъл през 1511 г. : 
Тук в малко пръст почива онзи,

от когото трепереше цялата земя

и в ръцете си държеше мира и войната.

Спри тук, пътниче, ти, който търсиш да срещнеш

похвални дела, и повече за път недей мисли.
През 1537 г. епископът на Калаора нарежда гробницата да бъде разрушена, а тленните останки на Чезаре са преместени извън църквата.
През XVII век Испанската инквизиция нарежда тленните му останки, смятани за недостойни и кощунствени, да бъдат погребани във вътрешния двор на същата църква, в неосветена земя, близо до сметище, така че да бъдат „стъпкани от хора и животни“.
Накрая през 1953 г. властите на Виана откриват тези останки, поставят ги в каменна урна и ги погребват в двора на църквата, пред главната врата на църквата „Санта Мария“, под мраморна плоча, на която пише: „Чезаре Борджия, генералисимус на армиите на Навара и Папската държава, загинал на полетата на Виана на 11 март 1507 г.“ През 1965 г. във Виана му е издигнат бюст.
През 2007 г. общинската администрация на Виана отбелязва 500-годишнината от смъртта на Борджия. По този повод е предложено тленните му останки да се върнат да почиват в църквата. Разрешението обаче не е дадено от компетентния архиепископ на Памплона и Тудела, на който Валентино също е бил избран за епископ през 1491 г. Неговата гробница се превръща в дестинация на многобройни и чести посещения.

## Брак и потомство
∞ 10 май 1499 за Шарлот д`Албре (* 1480, † 11 март 1514), сестрата на краля на Навара Жан III Наварски, от която има една дъщеря:
- Луиза Борджия (* 17 май 1500, † 1553, Бюсе), херцогиня на Валантиноа и господарка на Шалю; ∞ 1. за Луи II дьо ла Тремуй, губернатор на Бургундия, от когото няма деца 2. за Филип дьо Бурбон-Бюсе, от когото има четирима сина и две дъщери

Има най-малко 11 извънбрачни деца:
От Друзила – придворна дами на сестра му Лукреция, когато тя все още е в Рим, има син и дъщеря:
- Джироламо Борджия, ∞ 1. за Изабела Пицабернари, от която има една дъщеря 2. за Изабела, графиня на Карпи.[18]
- Камила Лукреция Борджия († 1573), игуменка на манастира „Сан Бернардино“ във Ферара

От графиня Катерина Ваго има един син:
- Хуан Борджия (Джованино Борджия Ваго) (* 13 март 1507 в Навара)

За Чезаре се носят слухове, че има връзка със сестра си Лукреция, от която дори му приписват син, Джовани Борджия, инфант на Рим. Тези слухове обаче са малко вероятни. По-вероятно е тези сплетни да са дело на сем. Сфорца, засегнато от разтрогването на брака между Лукреция и Джовани Сфорца.

## Галерия с изображения
- Изледване на мъжка глава на Леонардо да Винчи. Вероятен портрет на Чезаре Борджия
- Чезаре Борджия на портрет от Пинтурикио
- Вероятен портрет, приписван на Себастиано дел Пиомбо
- Чаша с вино с Чезаре Борджия, картина на Джон Колиър. Чезаре е изобразен до баща си папа Александър VI: картината намеква за елиминирането на противниците на Борджия чрез отровно вино.
- Портрет на Чезаре Борджия като млад
- Шарлот д'Албре, съпруга на Чезаре
- Крепостта на абатството на Субиако, родното място на Чезаре

## Чезаре Борджия в културата

### Романи
- Ettore Fieramosca, ossia, la Disfida di Barletta, Масимо Д'Адзельо, 1833
- Lucrezia Borgia. Romanzo storico, Оскар Пио, 1883
- Prince of Foxes, Самюъл Шалабаргър, 1947
- The Borgias, Сара Брадфорд (1982)
- Principe in maschera nera, Виторио Боничели, 1997
- O César o nada, Мануел Васкес Монталбан (1998)
- La famiglia, Марио Пузо и Карол Джино (2001), преиздаден като I veleni della famiglia Borgia (2013)
- La pista delle volpi, Фабио Питору, 2005
- The Borgia Bride, Джийн Калогридис (2005)
- Requiem per il giovane Borgia, Елена и Микела Мартиньони, 2007
- Vortice di inganni - il romanzo di Cesare Borgia, Елена и Микела Мартиньони, 2008
- Sins of the House of Borgia, Сара Боуър, 2011
- The Malice of Fortune, Майкъл Енис, 2012
- Io, Cesare Borgia, Romanzo storico, Дарио Поци, 2018

### Манга
- 花冠のマドンナ?, Kakan no Madonna, манга на Тихо Сайто (1993)
- (チェーザレ 破壊の創造者?, Chēzare hakai no souzousha), манга на Fuyumi Sōryō
- Cantarella, манга на Ю Хигури

### Кино
- La cena del Borgia, реж. Джузепе Де Лигуоро (1911)
- Cesare Borgia, реж. Марио Казертини (1912)
- Lucrezia Borgia, реж. Джероламо Ло Савио (1912)
- Lucrezia Borgia, реж. Аугусто Дженина (1919)
- I Borgia, реж. Луиджи Сапели (1920)
- Lucrezia Borgia, реж. Ханс Хинрих (1940)
- Cesare et Lucrezia Borgia, реж. Абел Ганс (1935)
- La maschera di Cesare Borgia, реж. Дуилио Колети (1941)
- The prince of foxes (1949), в ролята: Орсън Уелс
- Lucrezia Borgia, реж. Кристиан-Жак (1953)
- Caterina Sforza, la leonessa di Romagna, реж. Джорджо Валтер Кили (1959)
- Il duca nero, реж. Пино Мерканти (1963)
- Le piacevoli notti, реж. Лучано Лучиняни (1966)
- L'uomo che ride, реж. Серджо Корбучи (пародиен римейк от 1966)
- Lucrezia Borgia, l'amante del diavolo, реж. Озвалдо Чивирани (1968)
- Lucrezia giovane, реж. Лучано Ерколи (1974)
- Contes Immoraux, реж. Валериан Боровчик (1974)
- Lucrezia Borgia, реж. Лоренцо Онорати (1990)
- Los Borgia, реж. Антонио Хернандес (2006)

### Телевизия
- Борджиите (The Borgias), телевизионен сериал на Би Би Си от 1981 г., в ролята: Оливър Котън
- Imperia, la grande cortigiana, италиански тв сериал, в ролята: Киара Клауди
- Династията на Борджиите (The Borgias), телевизионен сериал от 2011, в ролята: Франсоа Арно. Сезон 3 е излъчен в САЩ от 14 април 2013.
- Борджиите (Borgia), френско-немски телевизионен сериал от 2011, в ролята: Марк Райдър. Сезон 2 е излъчен през 2013 г., а Сезон 3 – през 2014 г.

### Видеоигри
- Assassin's Creed: Brotherhood (2010) (Чезаре Борджия е главният противник на Ецио Аудиторе, представен е като безмилостен и безскрупулен кондотиер, решен да завладее Италия)
- Age of Empires III: Napoleonic Era, некомерсиален мод на Age of Empires III: Age of Discovery (2005) (Чезаре Борджия е кондотиер на италианската цивилизация в тази стратегическа видео игра в реално време, разработена от Ensemble Studios.)
- Resident Evil (バイオハザード?, Baio Hazādo, lett. "Biorischio") на Capcom (1996) (има (доста пикселизирана) известна картина „Портрет на Чезаре Борджия“ в една от първите стаи, които могат да бъдат посетени. Ако се прегледа, се появява неправилен надпис „Портрет на жена“)